# Тибуртинська дорога
Тибуртинська дорога (лат. Via Tiburtina) — антична дорога в Стародавньому Римі.
Дорога була побудована при консулі Марку Валерії Максимі близько 286 року до н. е. і з'єднала Рим з Тібуром (сучасний Тіволі). Спочатку дорога вела до храмів Тібура, потім римські аристократи використали дорогу щоб проїхати до своїх вілл. Пізніше дорога була проведена в область, яку населяли екви і марси, і стала називатися Via Tiburtina Valeria. Вона простягнулася на 200 км через Апеніни в Aternum (суч. Пескара). Дорога покидала Рим через Тибуртинські ворота Авреліанової стіни і Есквілінські ворота Сервіевої стіни.